# Запобіжна лебідка
Запобі́жна лебі́дка (рос. предохранительная лебедка, англ. safety winch, нім. Sicherheitskabelwinde f, Sicherheitshaspel f) — при підземному видобутку корисних копалин — лебідка, призначена для підтримання в натягнутому стані запобіжного каната (ланцюга) гірничої машини в процесі її роботи в очисному вибої при вийманні пластів з кутами падіння понад 8°.
Запобіжна лебідка поділяються на однобарабанні та двобарабанні з електро- або пневмоприводом.